# Tebaldello Zambrasi
Tebaldello Zambrasi (Faenza, vers 1235 - Forlì, 1282) va ser un polític de Faenza del segle xiii.
Pertanyent a una família gibel·lina, el 13 de novembre de 1280 va trair la ciutat als güelfs de Bolonya, obrint les portes de la ciutat. Aparentment, amb aquesta acció intentava venjar-se de la família de Lambertazzi per una ofensa personal.
Va morir dos anys després, el 1282 durant un atac a la ciutat de Forli.
Dante Alighieri el fa aparèixer a la seva Comèdia, condemnat a la zona Atenora del novè cercle de l'Infern. És el lloc on es castiguen els traïdors a la pàtria.